# Abbotsford-Mission (circonscription britanno-colombienne)
Pour les articles homonymes, voir Abbotsford et Mission.
Circonscription électorale provinciale du Canada
Abbotsford-Mission est une circonscription provinciale de la Colombie-Britannique représentée à l'Assemblée législative de la Colombie-Britannique depuis 2009.

## Géographie
En 2020, la circonscription représente une partie des villes d'Abbotsford et de Mission, ainsi que les localités de Dewdney (en), Durieu (en) et Miracle Valley.

## Liste des députés
| Législature                                                     | Années                                                          | Député                                                          | Député                                                          | Parti                                                           |
| Abbotsford-Mission Circonscription issue de Maple Ridge-Mission | Abbotsford-Mission Circonscription issue de Maple Ridge-Mission | Abbotsford-Mission Circonscription issue de Maple Ridge-Mission | Abbotsford-Mission Circonscription issue de Maple Ridge-Mission | Abbotsford-Mission Circonscription issue de Maple Ridge-Mission |
| --------------------------------------------------------------- | --------------------------------------------------------------- | --------------------------------------------------------------- | --------------------------------------------------------------- | --------------------------------------------------------------- |
| 39e                                                             | 2009–2013                                                       |                                                                 | Randy Hawes (en)                                                | Libéral                                                         |
| 40e                                                             | 2013–2017                                                       |                                                                 | Simon Gibson (en)                                               | Libéral                                                         |
| 41e                                                             | 2017–2020                                                       |                                                                 | Simon Gibson (en)                                               | Libéral                                                         |
| 42e                                                             | 2020–2024                                                       |                                                                 | Pam Alexis (en)                                                 | Néo-démocrate                                                   |
| 43e                                                             | 2024–en cours                                                   |                                                                 | Reann Gasper (en)                                               | Conservateur                                                    |